# Trenton, Nova Scotia
Trenton är en ort i Kanada.   Den ligger i provinsen Nova Scotia, i den östra delen av landet, 1 000 km öster om huvudstaden Ottawa. Trenton ligger 25 meter över havet och antalet invånare är 2 616.
Terrängen runt Trenton är platt. En vik av havet är nära Trenton åt nordväst. Närmaste större samhälle är New Glasgow, 3,7 km söder om Trenton. 
I omgivningarna runt Trenton växer i huvudsak blandskog. Runt Trenton är det mycket glesbefolkat, med 6 invånare per kvadratkilometer.